# Banniganur, Sindhnur
Banniganur là một làng thuộc tehsil Sindhnur, huyện Raichur, bang Karnataka, Ấn Độ.